# Beschorneria
Beschorneria é um género botânico pertencente à família agavaceae.

## Espécies
- Beschorneria bracteata
- Beschorneria dekosteriana
- Beschorneria pubescens
- Beschorneria roseana
- Beschorneria septentrionalis
- Beschorneria superba
- Beschorneria tubiflora
- Beschorneria yuccoides